# Stanislav Přikryl
Stanislav Přikryl (* 9. srpna 1946, Zlín) je bývalý český hokejový útočník. Po skončení aktivní kariéry působil ve Zlíně jako trenér. Ligovým hokejistou byl i jeho bratr Jan Přikryl.

## Hokejová kariéra
V československé lize hrál za TJ Gottwaldov. Odehrál 6 ligových sezón, nastoupil ve 145 ligových utkáních, dal 29 gólů a měl 21 asistencíi.

## Klubové statistiky
| Sezona    | Klub          | Soutěž  | Základní část | Základní část | Základní část | Základní část | Základní část |
| Sezona    | Klub          | Soutěž  | Z             | G             | A             | B             | TM            |
| --------- | ------------- | ------- | ------------- | ------------- | ------------- | ------------- | ------------- |
| 1967/1968 | TJ Gottwaldov | 1. liga | 24            | 2             | 4             | 6             | -             |
| 1968/1969 | TJ Gottwaldov | 1. liga | 33            | 12            | 6             | 18            | -             |
| 1969/1970 | TJ Gottwaldov | 1. liga | 18            | 2             | 2             | 4             | -             |
| 1970/1971 | TJ Gottwaldov | 2. liga | -             | -             | -             | -             | -             |
| 1971/1972 | TJ Gottwaldov | 1. liga | 22            | 6             | 5             | 11            | -             |
| 1972/1973 | TJ Gottwaldov | 2. liga | -             | -             | -             | -             | -             |
| 1973/1974 | TJ Gottwaldov | 2. liga | -             | -             | -             | -             | -             |
| 1974/1975 | TJ Gottwaldov | 1. liga | 39            | 6             | 3             | 9             | -             |
| 1975/1976 | TJ Gottwaldov | 2. liga | -             | -             | -             | -             | -             |
| 1976/1977 | TJ Gottwaldov | 1. liga | 9             | 1             | 1             | 2             | -             |

## Trenérská kariéra
Po skončení aktivní kariéry působil ve Zlíně jako trenér, v sezóně 1991/1992 byl hlavním trenérem týmu.